# Serra de Tost
La Serra de Tost és una serra situada al municipi de Ribera d'Urgellet a la comarca de l'Alt Urgell, amb una elevació màxima de 1.179 metres.